# Adelheid von Thüringen (Äbtissin)
Adelheid von Thüringen (* in der 1. Hälfte des 12. Jahrhunderts; † in der 2. Hälfte des 12. Jahrhunderts) entstammte dem Adelsgeschlecht der Ludowinger. Sie war die erste Äbtissin des ehemaligen Nikolaiklosters in Eisenach.

## Leben
Adelheid war eine Tochter des Landgrafen von Thüringen Ludwigs I. († 1140) und seiner Ehefrau Hedwig von Gudensberg (1098–1148). Sie war das sechste der sieben Kinder des Ehepaares. Ihr Geburtsjahr und -ort sind nicht überliefert; der Zeitraum ihrer Geburt kann jedoch auf das Jahrzehnt zwischen 1130 und 1140 eingegrenzt werden.
Sie lebte zunächst als Nonne im Kloster Drübeck, einem Benediktinerinnenkloster in Ilsenburg (Harz) am nördlichen Harzrand in Sachsen-Anhalt, später auf dem Klostergut Bonnrode bei Sondershausen.
Über den Zeitpunkt der Klostergründung sind die Quellenangaben unterschiedlich: Die Angaben variieren von 1150 bis Ende des 12. Jahrhunderts. Eine Quelle besagt, dass ihr Neffe, Landgraf Ludwig III., sie mit dem Bau des Nikolaiklosters betraute. Andere Quellen nennen sie als Stifterin des Klosters, die das Grundstück aus eigenen Mitteln erwarb und den Klosterbau beauftragte. Unbestritten ist, dass Adelheid die erste Äbtissin des Nikolaiklosters war.
Mit der Klostergründung verbunden war ein repräsentativer Umbau der benachbarten älteren Nikolaikirche, bei dem, aus architektonischen Details nachweisbar, auch Fachleute der landgräflichen Bauhütte beteiligt waren. In der Folgezeit bildete das Nikolaikloster eine bevorzugte Stätte als Witwensitz. Es diente neben der seelsorgerischen und kulturellen Bedeutung für die Stadt Eisenach auch der Ausbildung und Versorgung unverheirateter Adelstöchter.